# Popuelles
Popuelles (en picard : Popuèle) est une section de la commune belge de Celles située en Région wallonne dans la province de Hainaut.
C'était une commune à part entière avant la fusion des communes de 1977.

## Toponymie
Le nom de la localité vient du latin populus, signifiant « peuplier » .

## Évolution démographique
- Sources : INS, Rem. : 1831 jusqu'en 1970 = recensements, 1976 = nombre d'habitants au 31 décembre.